# Театр музыкальной драмы

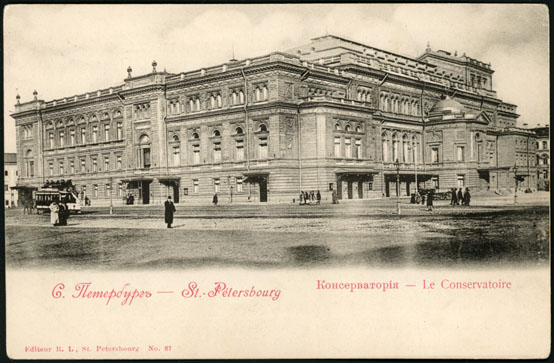
Здание Петербургской консерватории, где размещался Театр музыкальной драмы

Театр музыкальной драмы — оперный театр в Санкт-Петербурге начала XX века.

## История
Открыт 11 (24) декабря 1912 года в помещении Большого зала консерватории. Основатель и художественный руководитель — И. М. Лапицкий выступал за реформы в оперном деле, стремился к реалистическому воплощению музыкальных произведений. Он убедил в финансовом успехе своего предприятия одного из владельцев завода «Треугольник» — Людвига Нейшеллера, который выдал ссуду на 25 лет на реконструкцию здания консерватории специально под размещение в ней создаваемого театра музыкальной драмы.
С первых месяцев работы театр привлёк внимание новизной постановок и яркой драматической игрой молодых оперных артистов. Здесь начинали выступление многие артисты, впоследствии с успехом выступавшие на других сценах, в том числе: Л. А. Андреева-Дельмас, М. И. Бриан, П. М. Журавленко, К. С. Исаченко, Н. Н. Куклин, С. Ю. Левик, М. И. Литвиненко-Вольгемут, В. М. Луканин, А. И. Мозжухин и др.; в 1914—1915 годы на сцене театра выступали Л. Я. Липковская и Л. В. Собинов.
Являясь горячим поклонником К. С. Станиславского, И. М. Лапицкий решил создать музыкальный театр, близкий по направлению к Московскому Художественному театру.

…до 10-х годов XX века режиссуры в оперных театрах не существовало. Режиссёрские функции исполняли отставные певцы, хористы и лица без определённых занятий. Они выстраивали хор полукругом поближе к палочке капельмейстера, который, расположившись в оркестровой яме спиной к музыкантам, подавал певцам не только знак вступать, но и букеты из зала
— Исаханов Г. Д. Призрак оперного режиссёра // Театр. — 2007. — № 30. — С. 134—152.
Для ознакомления труппы с ритмом в пластике тела был приглашён на три месяца один из первых помощников Жака Далькроза — Адольф Аппиа. Артист, режиссёр и педагог Александринского театра А. П. Петровский объяснял артистам нового театра принципы гримировки и сценического поведения. «Правой рукой» И. М. Лапицкого стала с первых же дней Софья Дмитриевна Масловская (1883—1953), которая ставила массовые сцены во многих операх (впоследствии Масловская стала самостоятельным постановщиком).
Первой премьерой театра стала опера П. И. Чайковского «Евгений Онегин» (1912). Рецензент «Биржевых ведомостей» после премьеры писал:

Молодое предприятие, несомненно, одержало победу, несмотря на отдельные недостатки. В нём — много идейности, порывов в сторону новых завоеваний. Впечатления публики восторженные… Впервые в истории мирового оперного театра солисты и хор оторвали взгляд от палочки дирижёра, стали петь спиной к залу, вбегать и сбегать по лестницам… были использованы проекционные фонари, с помощью которых создавались облака, дождь и тому подобное.
— Исаханов Г. Д. Призрак оперного режиссёра // Театр. — 2007. — № 30. — С. 134—152.
С. Ю. Левик вспоминал, что «вопреки запретам аплодировать в середине действия, после хора крестьян раздавались громкие требования бисировать этот хор».

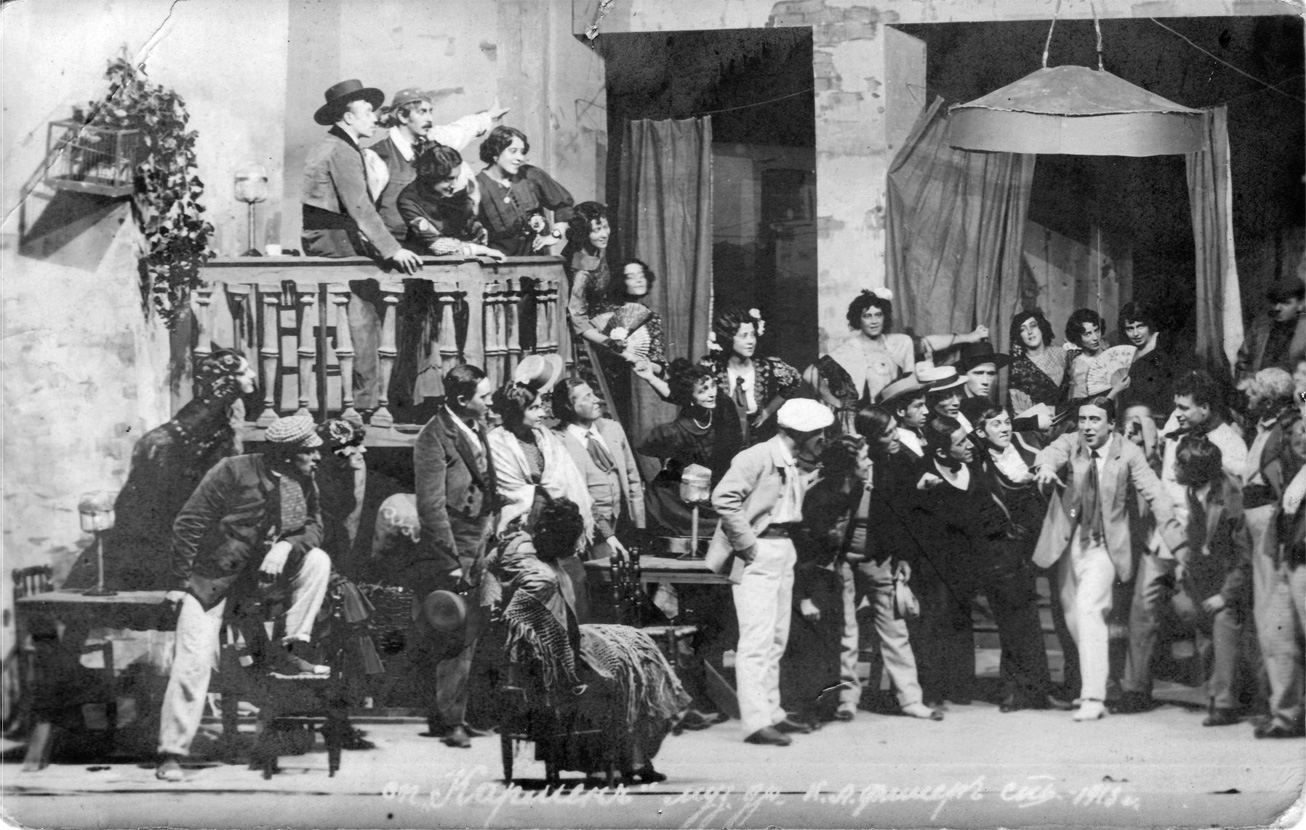
К. А. Фишер, театральная постановка Кармен в Театре музыкальной драмы, 1913 г.

За первые два сезона были поставлены семь опер: в первый сезон — «Евгений Онегин», «Нюрнбергские мейстерзингеры» и «Садко»; на второй сезон готовились — «Борис Годунов», «Кармен», «Мазепа», «Парсифаль» и, позднее, «Богема».
В театре успешно шли также спектакли «Сорочинская ярмарка» (1917, в редакции Ц. А. Кюи) и «Каменный гость» (1915). Впервые в России театр осуществил оперу Дебюсси «Пеллеас и Мелизанда» (1915).
В репертуаре театра были также оперы: «Пиковая дама», «Черевички», «Иоланта» П. И. Чайковского; «Хованщина», «Женитьба» М. П. Мусоргского; «Снегурочка» Н. А. Римского-Корсакова; «Пир во время чумы» (по Пушкину), «Мадемуазель Фифи» (по Мопассану и Метенье) Ц. А. Кюи; «Принцесса Мален» М. О. Штейнберга, «Свадьба» (по Чехову) В. Г. Эренберга, «Севильский цирюльник», «Фауст», «Аида», Риголетто, «Паяцы», «Чио-Чио-сан»; «Сказки Гофмана» Оффенбаха и др.
Лучшие спектакли театра отличались художественно цельным ансамблем, реалистическими массовыми сценами, в них достигалось подлинное слияние музыки и драматургии. Вместе с тем были и серьёзные художественные просчёты: в произвольном обращении с некоторыми оперными партитурами и др. Особенно острой критике подвергалась постановка оперы «Риголетто» (шла под названием «Король забавляется», 1914). Лапицкого упрекали в излишнем натурализме, неуместном в жанре оперы; в отсутствии учёта особенностей драматургии различных национальных оперных школ и направлений; в подборе репертуара.
И. М. Лапицкому приходилось идти иногда на небольшие компромиссы — театр стал допускать на свою площадку и «случайных» лиц, и «случайные» постановки: сначала в небольшой партии Прилепы («Пиковая дама»), затем в очень большой (Мими, «Богема») появилась дочь одного банкира, в партии Амнерис («Аида») — сестра другого. Пришлось поставить слабую оперу одного из пайщиков театра, банкира А. А. Давидова: «Сестра Беатриса», постановка которой, тем не менее, привела в театр прекрасного художника, академика Н. К. Рериха.
Основным дирижёром театра был совсем ещё неизвестный в то время молодой музыкант М. А. Бихтер. «Он не только проходил партии с каждым солистом, но и работал с каждым артистом хора отдельно… Сплошь и рядом он усаживал хор к себе спиной, дабы отучить его от оглядки на дирижерскую палочку». Другой дирижёр первых двух сезонов — Георг Шнеефогг. Также дирижировали в театре А. Э. Маргулян и А. В. Павлов-Арбенин (1871—1941), а с 1915 года — Г. Г. Фительберг.
Перед закрытием театра в его планах на 1918/1919 год были оперы: «Золотой петушок», «Демон» (в предполагавшейся редакции и новой оркестровке А. К. Глазунова) и «Отелло».
Театр музыкальной драмы за шесть сезонов существования (до 1919 года) оставил заметный след в истории русского оперного театра.